# Sergej Vasilievič Maljutin
Sergej Vasilievič Maljutin (Mosca, 4 ottobre 1859 – Mosca, 6 dicembre 1937) è stato un pittore, grafico e architetto russo.

## Biografia

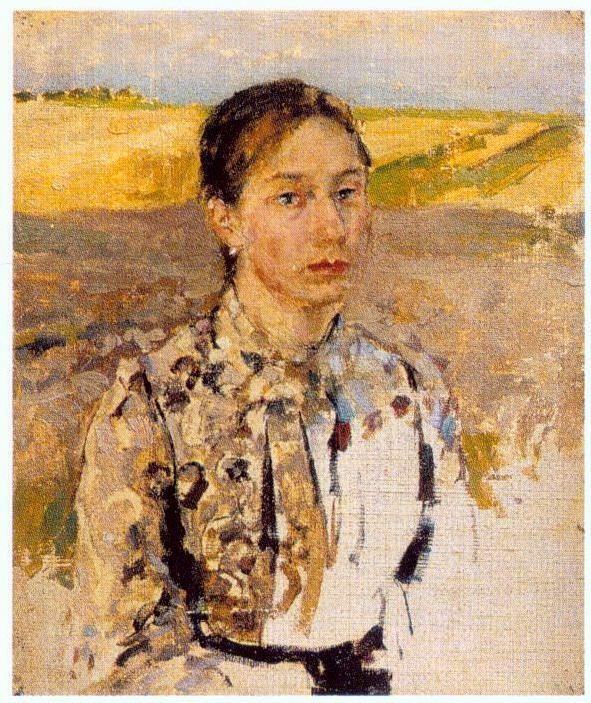
Ritratto di Elena Konstantinovna Maljutina, 1890, Galleria Tret'jakov

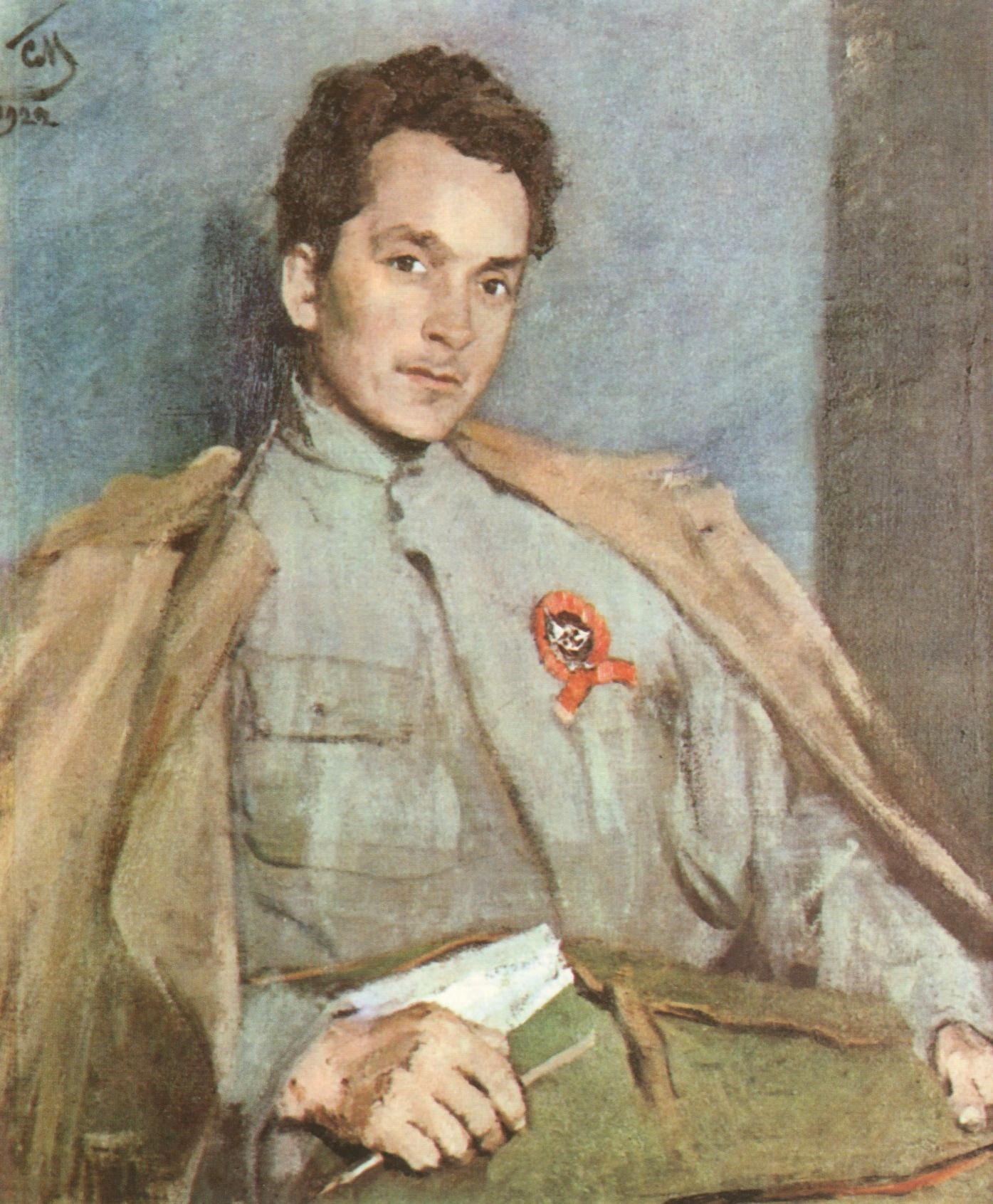
Ritratto di Dmitrij Furmanov, 1922, Galleria Tret'jakov

Sergej Vasilievič Maljutin nacque a Mosca in una famiglia di mercanti, ma trascorse l'infanzia e l'adolescenza a Voronež, dove frequentò un corso di contabilità.
Avvicinatosi all'arte studiò, seguendo gli insegnamenti di Illarion Michajlovič Prjanišnikov, Vladimir Makovskij e Evgraf Sorokin, alla Scuola di pittura, scultura e architettura di Mosca, dal 1881 al 1886, dove ricevette premi per le sue opere,inizialmente raffiguranti scene di genere ispirate dal mondo contadino o dalla politica, oltre che opere riguardanti eventi storici.
Una volta terminati gli studi, si dedicò all'insegnamento, all'Istituto Elisabetta di Mosca (1891-1893), alla Scuola di pittura, scultura e architettura di Mosca (1903-1917) e allo Studio di arte libera statale (1918-1923).
Maljutin divenne membro e aderì a numerosi movimenti e gruppi artistici, quali Mir iskusstva nel 1900, l'Unione degli artisti russi nel 1903, la Società d'arte moscovita nel 1923, la Società degli artisti realisti nel 1927, oltre che membro fondatore dell'Associazione degli artisti della Russia rivoluzionaria nel 1922.
Collaborò per le scenografie del Teatro Mariinskij di San Pietroburgo (1911-1913) e dell'Opera di Mosca.
Maljutin illustrò le pubblicazioni di tradizionali fiabe russe (1890) e le opere di Aleksandr Sergeevič Puškin (1897, 1898, 1910, 1913).
Come architetto progettò la Biblioteca Teremok a Talaškino (1901-1903), il Museo storico russo a Smolensk (1904-1905).
Maljutin collaborò, disegnando manifesti, con l'Agenzia Russa del Telegrafo (1918-1921) e con il Sindacato dei Lavoratori dell'Arte Provinciale di Mosca (1919-1923).
Si dedicò alla ritrattistica realizzando opere in uno stile realistico negli anni venti e anni trenta; alcuni dei suoi ritratti più famosi sono a pastello (G. P. Perederij, 1919; N. D. Vinogradov, 1919), che si caratterizzarono per una maggiore originalità rispetto a quelli a olio.
Contribuì a numerose mostre, dal 1881 con la Scuola di pittura, scultura e architettura di Mosca fino a quella degli Artisti del RSFSR nel 1934.
Anche senza aderire ai modelli di arte popolare tradizionale, Maljutin valorizzò il patrimonio nazionale figurativo e divenne uno degli anticipatori della corrente russa dell'Art Nouveau.

## Opere principali
- Ritratto di Elena Konstantinovna Malyutina, 1890, Galleria Tret'jakov
- Autoritratto, 1918;
- G. P. Perederij, 1919;
- N. D. Vinogradov, 1919;
- Ritratto di Dmitri Furmanov, Galleria Tret'jakov, 1922;
- Ritratto di N. Gibner, 1922;
- Ritratto di Ivan Rylsky, 1922;
- Ritratto di A. Grigoriev, 1923.